# Kerogeen
Kerogeen, ook wel aardwas of cerosinewas genoemd, is een verzamelnaam voor een groot aantal chemische verbindingen, die een belangrijk deel uitmaken van het organische (van afgestorven plankton afkomstig) materiaal dat in brongesteenten aanwezig is, vooral wanneer dit organische materiaal onder anoxische omstandigheden werd verteerd. Kerogeen vormt een zwart, bruin tot groen wasachtig mengsel van stoffen, waarvan de moleculen bestaan uit verbindingen van hoofdzakelijk koolstof en waterstof: de zogeheten hogere alkanen (C18H38 en hoger) met een hoge moleculaire massa (van meer dan 1000). Bij normale temperaturen is kerogeen vast of taai vloeibaar (bitumen). Kerogenen hebben een sterk adsorptievermogen voor vele soorten vloeistoffen (in tegenstelling tot petroleumwas).
Kerogeen is de gezuiverde vorm van ozokeriet (v. Gr. ozoo = rieken, kèros = was): een fossiele paraffinesoort.  Ozokeriet wordt van het moedergesteente gescheiden door het met warm water te smelten. Vervolgens wordt de ozokeriet gereinigd door verhitting met zwavelzuur en wordt het behandeld met ontkleuringsmiddelen. De was wordt gefiltreerd over beenderkool en geëxtraheerd met benzine en komt dan onder de naam ceresine in de handel, vaak enigszins bijgemengd met paraffine. Kerogeen wordt aangetroffen in Oost-Galicië, Zuid-Rusland, Turkestan, Iran en de Verenigde Staten.
Als kerogeen wordt blootgesteld aan temperaturen tussen de 80 en de 120 °C, vallen de grote moleculen in kleinere uiteen en vormt zich aardolie. Bij temperaturen ruwweg boven de 120 °C wordt het grotendeels omgezet in methaan (aardgas). Dit wordt natuurlijk kraken genoemd (Engels: primary cracking). Teerzanden bestaan uit kerogeen en bitumen; koolwaterstoffen met een relatieve dichtheid hoger dan die van water.